# Trąbin-Wieś
Trąbin-Wieś est une localité polonaise de la voïvodie de Couïavie-Poméranie et du powiat de Rypin.